# Peter Morgan
Peter Morgan (* 10. dubna 1963 Londýn, Anglie) je britský scenárista a dramatik. Jeho asi nejznámějším dílem je scénář k filmu Královna, který byl mj. v roce 2006 nominován na Oscara v kategorii nejlepší původní scénář a vyhrál Zlatý glóbus v kategorii nejlepší scénář.
Narodil se v Londýně. Matka Inga (roz. Bojcek) byla katolička narozená v Polsku, otec Arthur Morgenthau byl německý Žid a zemřel, když bylo Peterovi devět let. Peter vystudoval výtvarné umění na University of Leeds. V roce 1997 se oženil s Annou Carolinou Schwarzenbergovou, dcerou Karla Schwarzenberga (civilní svatba se konala 28. července 1997 v Londýně a církevní sňatek se konal 6. září 1997 v rakouském Murau). Manželé mají pět dětí. V roce 2009 se přestěhovali z Londýna do Vídně. V roce 2014 se s manželkou rozešli a Morgan se usadil v Londýně.
Od 90. let 20. století píše scénáře pro televizní seriály a filmy. Nejúspěšnější byl doposud televizní film The Deal z roku 2003,[zdroj?] který se věnoval vztahům britských politiků Tonyho Blaira a Gordona Browna. Jeho pokračováním byl film Královna, který už byl uveden v kinech a získal několik významných ocenění. Následovaly další televizní a filmové scénáře, například začal psát scénář k bondovce Skyfall, projekt však v roce 2010, kdy byla produkce přerušena, opustil. Jeho scénáře se věnují většinou historii a politice.

## Realizované scénáře

### Televize
- Shalom Joan Collins (1989) (spoluautor)
- Comedy Premieres: The Chest (1997)
- Metropolis (2000)
- Porota (The Jury) (2002)
- The Deal (2003)
- Jindřich VIII. (Henry VIII) (2003)
- Útěk z Colditzu (Colditz) (2005)
- Lord Longford (Longford) (2006)
- Zvláštní vztahy (The Special Relationship) (2010)
- The Lost Honour of Christopher Jefferies (2014)
- Koruna (The Crown) (2016 – 2023)

### Divadlo
- Pax Britannica (1986) (spoluautor)
- Frost/Nixon (2006)
- The Audience (2013)
- Patriots (2022)

### Film
- Král Ralph (King Ralph) (1991) (přepracování)
- Dotek ruky (The Silent Touch) (1992) (spoluautor)
- Martha, Frank, Daniel a Laurence (Martha, Meet Frank, Daniel and Laurence) (1998)
- Královna (The Queen) (2006)
- Poslední skotský král (The Last King of Scotland) (2006) (spoluautor)
- Králova přízeň (2008)
- Duel Frost/Nixon (Frost/Nixon) (2008)
- Prokletý klub (The Damned United) (2009)
- Na odstřel (State of Play) (2009) (přepracování)
- Život po životě (Hereafter) (2010)
- 360 (2011)
- Jeden musí z kola ven (Tinker, Tailor, Soldier, Spy) (2011)
- Skyfall (2012) (spoluautor)
- Rivalové (2013)
- Bohemian Rhapsody (2018) (námět)